# Renata Jastrząb
Renata Jastrząb – polska chemiczka, profesor dr hab. nauk chemicznych, adiunkt Zakładu Chemii Koordynacyjnej i prodziekan Wydziału Chemii Uniwersytetu im. Adama Mickiewicza w Poznaniu.

## Życiorys
W 1995 ukończyła studia chemiczne na Uniwersytecie im. Adama Mickiewicza w Poznaniu. 15 grudnia 2000 uzyskała doktorat za pracę Potencjometryczne i spektralne badania reakcji kompleksowania nukleozydów i nukleotydów z poliaminami i jonami metali, a 27 września 2012 habilitowała się na podstawie oceny dorobku naukowego i pracy zatytułowanej Znaczenie i właściwości kompleksujące grup fosforanowych oraz polifosforanowych zawartych w cząsteczkach występujących w komórkach żywych.
Pełni funkcję adiunkta w Zakładzie Chemii Koordynacyjnej i prodziekana na Wydziale Chemii Uniwersytetu im. Adama Mickiewicza w Poznaniu. Jest recenzentem dwóch prac doktorskiej i habilitacyjnej.

## Wybrane publikacje
- 2000: Mixed-ligand complexes os copper (II) ions with AMP and CMP in the systems with polyamines and non-covalent interaction between bioligands[1]
- 2006: Na pograniczu chemii i biologii tom XV – Kompleksy poliamin, nukleozydów i nukleotydów z jonami metali[1]
- 2006: Non-covalent interactions of uridine 5-monophosphate with adenosine, cytidine and thymidine as well as adenosine 5-monophosphate and cytidine 5-monophosphate in aqueous solution[1]
- 2010: Stability and Coordination Mode of Complexes of Polyphosphates and Polymetaphosphates with Copper(II) Ions in Aqueous Solution–Potentiometric, Spectral and Theoretical Studies[1]
- 2017: Applications of silver nanoparticles stabilized and/or immobilized by polymer matrixes[1]
- 2018: Coordination properties of N, N ′-bis(5-methylsalicylidene)-2-hydroxy-1,3-propanediamine with d- and f-electron ions: crystal structure, stability in solution, spectroscopic and spectroelectrochemical studies[1]
- 2018: Carboxyl groups of citric acid in the process of complex formation with bivalent and trivalent metal ions in biological systems[1]